# Mohammad Rahim Khushnawaz
Mohammad Rahim Khushnawaz (* 1943 in Herat; † 2011) war ein afghanischer Rubābspieler.

## Leben
Khushnawaz entstammte einer Musikerfamilie. Sein Großvater war Tablaspieler, und von seinem Vater, dem Sänger und Harmoniumspieler Amir Jan Kushnawaz, dem Altmeister der städtischen Musik in Herat von den 1930er bis in die 1960er Jahre, wurde er in die traditionelle afghanische Musik eingeführt. Auch zwei seiner Brüder und sein Sohn wurden professionelle Musiker. Er selbst erlernte das Rubābspiel und wurde einer der bedeutendsten Meister seiner Zeit auf diesem afghanischen Nationalinstrument.
1995 hatte er sein Europadebüt am Pariser Theatre de la Ville. Kurze Zeit darauf floh er vor der Herrschaft der Taliban nach Maschhad im Iran. In späteren Jahren kehrte er in seine Heimatstadt zurück, wo er auch als Musikpädagoge wirkte.